# Задерей Петро Васильович
Петро Васильович Задере́й (3 березня 1948, село Свійчі́в на Волині — 18 червня 2024, Київ) — український математик, доктор фізико-математичних наук (1993), професор (2001).

## Життєпис
Закінчив фізико-математичний факультет Луцького державного педінституту імені Лесі Українки (1970).
Після закінчення університету працював учителем.
У 1972—1975 рр. — викладав у Луцькому педагогічному інституті.
У 1978—1993 рр. — працював в Інституті математики НАНУ (Київ).
Від 1993 р. — провідний науковий співробітник; від 1996 — завідувач кафедри вищої математики Київського національного університету технологій та дизайну.
З 2013 року професор кафедри математичного аналізу та теорії ймовірностей ФМФ КПІ.
Збудував будинок у селі Кожухівка біля Василькова, посадив сад.
Помер після важкої хвороби 18 червня 2024 року.
Похований 20 червня, після прощання у церкві Миколи Набережного, на цвинтарі у Бортничах.

## Родина
- Дружина Надія Миколаївна, математик, однокурсниця
- Дочка Наталка (1979)
- Дочка Іра (1984)
- Онуки: Вячеслав (2008), Анастасія (2013), Дарія (2014).

## Вибрані праці
- Об асимптотических равенствах для норм в метрике {\displaystyle L} функций, заданных кратными тригонометрическими рядами // Докл. АН СССР, том 302, № 6, 1988
- Об условиях интегрируемости кратных тригонометрических рядов // УМЖ, том 44, № 3, 1992
- П. В. Задерей, Б. А. Смаль. О сходимости в пространстве {\displaystyle L_{1}} рядов Фурье // УМЖ, том 54, № 5, 2002, с. 639—646
- П. В. Задерей, Р. В. Товкач. Умови рівномірної збіжності рядів Фабера всередині області // Проблеми теорії наближення функцій та суміжні питання // Збірник праць Інституту математики НАН України, том 4, № 1, 2007, с. 143—150
- П. В. Задерей, Е. Н. Пелагенко. Об условиях типа Сидона–Теляковского интегрируемости кратных тригонометрических рядов // УМЖ, том 60, № 5, 2008, с. 579—585
- П. В. Задерей, Н. М. Задерей. Про нерівність Лебега на класах {\displaystyle {\overline {\psi }}}-диференційовних функцій // УМЖ, том 65, № 6, 2013, с. 844—849
- P. V. Zaderey and M. V. Gayevskiy. On Regularity of Linear Summation Methods of Taylor series // Methods of Functional Analysis and Topology [Архівовано 29 грудня 2016 у Wayback Machine.], vol. 21, no.1, 2015, pp. 56-68

## Громадська активність
Був обраний депутатом Київради I скликання від округу на Троєщині (з 1985 року жив на вулиці Закревського).
Учасник Помаранчевої Революції та Революції Гідності.